# Das Mädchen Juanita
Frau über Bord, 1952 unter dem Titel Das Mädchen Juanita uraufgeführt, ist ein im Winter 1944/45 gedrehter deutscher Spielfilm von Wolfgang Staudte mit Heinrich George in der Hauptrolle.

## Handlung
Es ist eine heiße, stimmungsvolle Sommernacht in Tanger, als der ebenso schmucke wie verheiratete Robert Henseling der heißblütigen Juanita seine Liebe gesteht. Was von ihm, der wenig später mit dem Schiff, der Galitea, nach Bremen auslaufen wird, offensichtlich nicht ganz so ernst gemeint war, nimmt sich das temperamentvolle Mädchen sehr zu Herzen. Sie ist fest davon überzeugt, dass Robert sich von seiner Noch-Ehefrau Helene scheiden lassen wird, um stattdessen sie zu heiraten. Umso überraschter ist der Deutsche, dass Juanita plötzlich an Bord auftaucht: Sie ist dem ablegenden Schiff nachgesprungen und macht sich nun in Roberts Kabine breit. Helene, die beim nächsten Halt zusteigt, entdeckt die Nebenbuhlerin in ihrem Kabinenbett.
Juanita, fest entschlossen mit Robert nach Deutschland zu gehen, sieht es als selbstverständlich an, dass Robert sie dort heiraten wird. Helene ist über Roberts offensichtlich amouröses ‘Marokko-Abenteuer‘ sehr erbost und beginnt daraufhin, heftig mit dem Ersten Offizier des Schiffes, Alvarez, zu flirten, woraufhin wiederum bei Robert die Eifersucht hochkocht. Er bittet Helene, sie wenigstens bei der Ankunft in Bremen seinem Onkel, dem auf Formen sehr viel Wert legenden Konsul Henseling, als seine Frau vorstellen zu dürfen, auch wenn sie bereits Scheidungsabsichten habe. Tatsächlich erwartet Christoph Henseling seinen Neffen samt Gattin an Land.
Roberts Helene wird von dem alten Konsul herzlich empfangen, und beide verstehen sich prächtig. Nun muss Robert nur noch schnell und elegant Juanita loswerden, und so bringt er die feurige Spanierin kurzerhand in einem Hotel unter — angemeldet als seine Ehefrau. Dort taucht wenig später prompt ihr Landsmann Alvarez auf. Nach einem feucht-fröhlichen Abend in einem Lokal sind sich beide näher gekommen, und die beiden Landsleute beabsichtigen zu heiraten. Doch vorher müsse, so meint Alvarez, er Helene ihrem schrecklichen Gatten entreißen, nimmt der Schiffsoffizier doch an, dass Juanita mit Robert verheiratet sei. Wie der Zufall es will, flattert die Rechnung für das nächtliche Gelage von Juanita mit Alvarez in die Hände des Konsuls. Der ist basserstaunt, erfährt er auf diesem Wege, dass Robert eine zweite Ehefrau haben müsse. Der alte Henseling eilt daraufhin in Juanitas Hotel und sieht sie Arm in Arm mit seinem Neffen. Er missversteht die Situation, denn in Wahrheit verabschiedet sich Juanita gerade von Robert, weil sie ihre Zukunft nunmehr mit dem Schiffsoffizier plant und Robert von seinem (nicht gegebenen) Eheversprechen entbindet.
Konsul Henseling meint jedoch, nunmehr die wahre Gattin seines Neffen kennenzulernen, während Helene in Wirklichkeit lediglich Roberts Geliebte sein müsse. Durch seine folgenden Aktivitäten verkompliziert Konsul Henseling die Dinge noch. Er bittet die „Geliebte“ Helene, in sein Jagdhaus umzuziehen, wo diese sich bald wieder mit ihrem Mann versöhnt, während der Alte Juanita in sein Haus einlädt, um sie bei einer abendlichen Zusammenkunft mit mehreren Freunden und Bekannten als Roberts Ehefrau vorzustellen. Als Robert und Helene mitten in diese Gesellschaft hineinplatzen, ist die Verwirrung perfekt. Die Gäste gehen; Helene glaubt ihrem Robert ab sofort kein einziges Wort mehr und verschwindet gleichfalls. Einzig in dem Schiffsoffizier Alvarez findet Robert jemanden, der ihm zuhört und Verständnis für ihn hat. Kein Wunder, muss Alvarez ja nun nicht mehr die in Wahrheit nicht mit Robert verheiratete Juanita umständlich „entführen“. Helene kehrt geknickt aufs Schiff zurück und begegnet an der Reling ausgerechnet dem Mädchen Juanita. Alvarez, ebenfalls zurück an Bord, klärt die traurige Helene über alles auf, und während das Schiff wieder ablegt, ist es diesmal Helene, die über Bord springt, um zu ihrem Robert zurückzukehren.

## Produktionsnotizen
Gedreht wurde von November 1944 bis Februar 1945 in den Tobis-Ateliers von Berlin-Johannisthal. Damit war Frau über Bord neben den Filmen Der Mann im Sattel und Dreimal Komödie einer der letzten Filme, die komplett im Dritten Reich abgedreht worden waren, jedoch nicht mehr aufgeführt werden konnten. Für die Uraufführung am 16. Mai 1952 in mehreren bundesrepublikanischen Städten (darunter Göttingen und Frankfurt/M.) wählte man den neuen Titel Das Mädchen Juanita. Später griff man wieder auf den ursprünglichen Titel zurück, der auch für die österreichische Erstaufführung gewählt wurde. Der Film trug auch den Alternativtitel Sommerliche Nächte sowie den Arbeitstitel Kabine 27. 
Conrad Flockner hatte die Produktionsleitung; die Bauten stammen aus der Hand von Fritz Maurischat und wurden von Rudolf Thiele ausgeführt. Cheftontechniker war Gerhard Froboess. Das Mädchen Juanita war zugleich der letzte Film Heinrich Georges, den er komplett abschließen konnte. Der Stummfilmveteran Hans Mierendorff gab hier seinen Schwanengesang vor der Kamera.

## Kritik
„Die Verwechslungskomödie wurde in der Endzeit des Krieges unter widrigen Verhältnissen gedreht und mit schlechten Archivaufnahmen von Afrika und dem Passagierschiff "Bremen" gestreckt, aber nicht mehr fertiggestellt.“